# كروماتيدات شقيقة

مخطط للكروموسوم(الصبغي) وفيه يظهر
(1) الكروماتيد
(2) (centromere) المشطر
(3) الذراع القصير للكروماتيد
(4) والذراع الطويل للكروماتيد

الكروماتيدات الأخوات

شِقَّا الصبغي المتآخيان أو الكروماتيدات الشقيقة (بالإنجليزية: Sister chromatids)‏ مصطلح في علم الأحياء يشير إلى نسختين متطابقتين من الكروماتيد تشكلت في عملية نسخ كروموسوم واحد.
يتم إنشاء مجموعة كاملة من الكروماتيدات الشقيقة أثناء مرحلة (S) من الطور البيني، عندما يتم تضاعف المادة الجينية، أي جميع الكروموسومات والدنا في الخلية.
يتم فصل الكروماتيدات الشقيقة عن بعضها البعض إلى خليتين مختلفتين أثناء الانقسام الميتوزي أو أثناء الانقسام الثاني للانقسام الميوزي (انقسام ميوزي II). ولكن من المهم ملاحظة الفرق بين الكروماتيدات الشقيقة في الانقسام الميتوزي والكروماتيدات الشقيقة في الانقسام الميوزي الثاني. الفرق الأساسي هو أنه في الانقسام الميتوزي، تكون الكروماتيدات الشقيقة متطابقة جينياً بسبب تضاعف المادة الجينية قبل بدأ عملية الانقسام الميتوزي في المرحلة S.
في المقابل، لا تكون الكروماتيدات الشقيقة متطابقة جينياً في الانقسام الميوزي الثاني، وذلك بسبب التعابر الكروموسوميالذي قد حدث في الانقسام الميوزي الأول. بالإضافة إلى ذلك، تكون المرحلة S غير موجودة قبل الانقسام الميوزي الثاني، بمعني أنه لا يتم تضاعف المادة الجينية قبل بدأ هذه العملية (على عكس الانقسام الميتوزي).